# Petegem-aan-de-Schelde
Petegem-aan-de-Schelde is een dorp in de Belgische provincie Oost-Vlaanderen en een deelgemeente van Wortegem-Petegem, het was een zelfstandige gemeente tot aan de gemeentelijke herindeling van 1971. Het dorp ligt nabij de Schelde.
Tot 1963 heette het simpelweg 'Petegem', vanaf die datum werd het achtervoegsel '-aan-de-Schelde' aan de naam toegevoegd om het onderscheid te kunnen maken met het in dezelfde provincie 15 km noordelijker gelegen Petegem-aan-de-Leie.

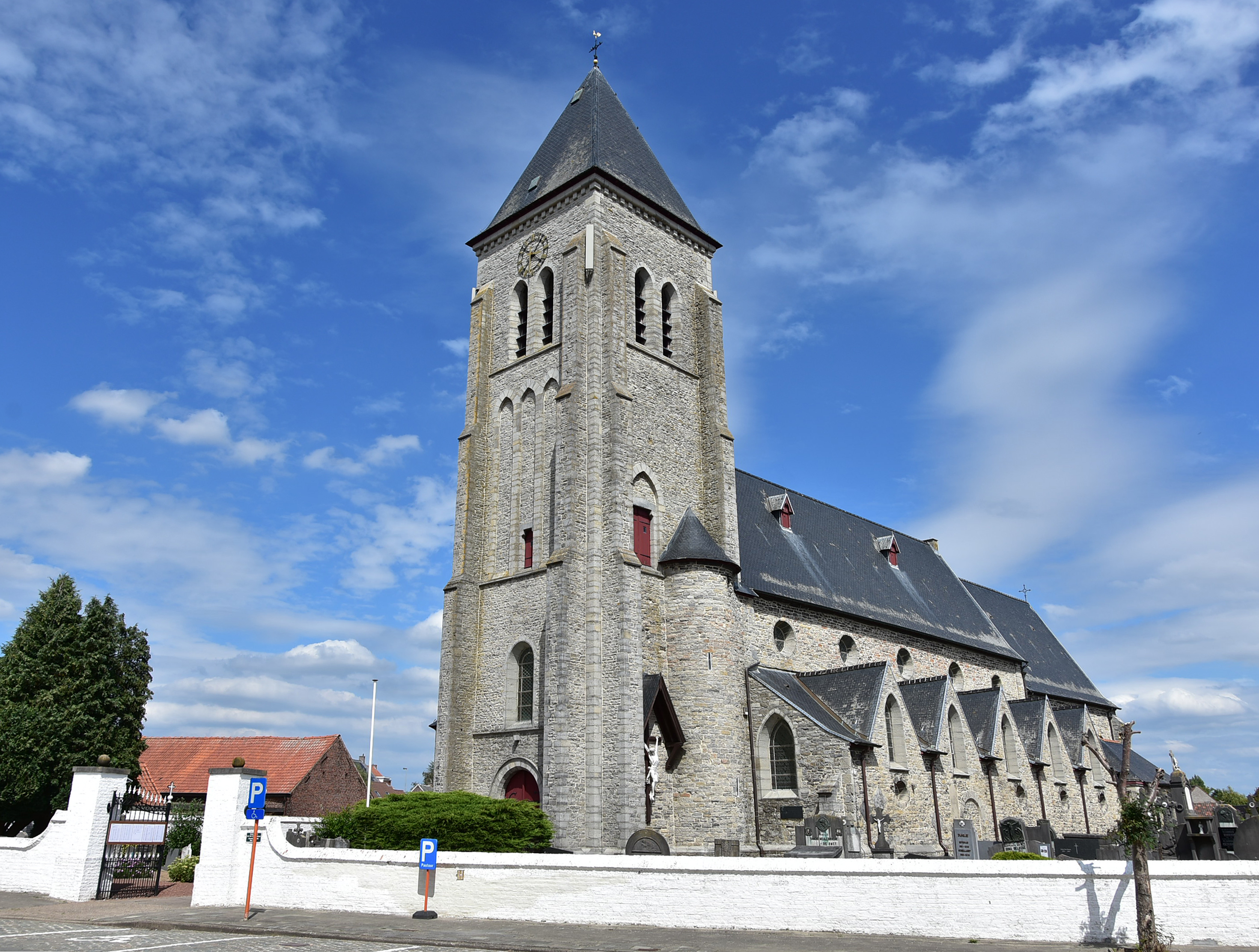
Sint-Martinuskerk

## Etymologie
Petegem-bij-Oudenaarde werd in 864 Pettinghem geschreven. Dit zou afkomstig zijn van een Germaanse familienaam "Petta", die zou blijven leven zijn in de naam van de twee gemeenten Petegem, de ene gelegen bij Oudenaarde, de andere Petegem-aan-de-Leie, bij Deinze. Petegem zou dus betekenen "woning van Petta en van zijn maagschap".

## Geschiedenis
Resten van de oudste bewoning dateren uit het midden-neolithicum.
De eerste bewoning in de vroege middeleeuwen dateert van de 8e eeuw. Er was sprake van een Karolingische burcht. Het zou om een bestuurlijk centrum gaan dat in 864 door Karel de Kale werd bezocht.
Ene Ingelbert werd als eerste heer genoemd, en de opvolgers hadden dezelfde naam: Ingelbert II enz. Omstreeks 1080 werd de kerk, verbonden aan de burcht, de status van kapittelkerk. In 1096 werd Ingelbert IV ook heer van Cysoing. Omstreeks 1145 werd Petegem een centrum van de Sint-Diederiksabdij nabij Reims, welke het patronaatsrecht op zich nam. In 1290 werd de Abdij van Beaulieu gesticht, een clarissenklooster.
In 1291 werd de parochiekerk naar buiten de burcht verplaatst en daaromheen ontwikkelde zich het dorp.
Petegem maakte met 32 andere dorpen deel uit van de kasselrij Oudenaarde en had een eigen gewoonterecht. In een brief van Maria van Hongarije, Gouvernante der Nederlanden, werd voorgeschreven (1550) dat te Petegem de gewoonte van Oudenaarde zou toegepast worden.
In 1871 kwam een spoorlijn van Denderleeuw naar Kortrijk tot stand en kreeg Petegem een station, dat echter begin jaren '70 van de 20e eeuw werd opgeheven.

### Bestuur
De katholiek Oscar Pycke de Peteghem was burgemeester van 1860 tot aan zijn dood in 1903.

## Demografische ontwikkeling
- Bronnen:NIS, Opm:1831 tot en met 1970=volkstellingen

## Bezienswaardigheden
- Het uitzicht over de Vlaamse Ardennen
- Sint-Martinuskerk in Doornikse steen
- Oud Kasteel van Petegem. Hier bevindt zich ook de ruïne van een van de oudste kastelen van Vlaanderen. Een diploma geschonken door Karel de Kale in 864 wijst er op dat deze burcht door de Frankische koningen van het tweede vorstenhuis werd bewoond. Gwijde van Dampierre verbouwde er de aloude burcht tot een kasteel.
- Nieuw Kasteel van Petegem
- Abdij van Beaulieu of Abdij van Sint Klara. Gwijde van Dampierre verbouwde er de aloude burcht tot een kasteel en zijn vrouw stichtte er op loopafstand een abdij : de abdij van Sint Klara (Abdij van Beaulieu genoemd), die tot het einde van de 18de eeuw bleef bestaan.

## Natuur en landschap
Petegem ligt aan de Schelde. Het gebied omvat een laag deel (10 meter) in de Scheldevallei en, naar het noordwesten toe, een heuvelkam tot 84 meter hoogte. In het lage deel vindt men de Rietgracht en in het hogere deel de Snepbeek en de Molenbeek.

## Sport
De Golf & Country Club Oudenaarde is aangelegd op het domein van het Nieuw Kasteel van Petegem en bestaat uit twee verschillende parcours van twee keer achttien holes.

## Nabijgelegen kernen
Elsegem, Moregem, Bevere, Oudenaarde